# Дылги-Дел
Дылги-Дел (болг. Дълги дел) — село в Болгарии. Находится в Монтанской области, входит в общину Георги-Дамяново. Население составляет 186 человек.

## Политическая ситуация
В местном кметстве Дылги-Дел, в состав которого входит Дылги-Дел, должность кмета (старосты) исполняет Анка Димитрова Рангелова (Болгарская социалистическая партия (БСП)) по результатам выборов.
Кмет (мэр) общины Георги-Дамяново — Дилян Станимиров Димитров (Граждане за европейское развитие Болгарии (ГЕРБ)) по результатам выборов.